# 訃報 2009年6月
訃報 2009年6月（ふほう 2009ねん6がつ）では、2009年6月中に物故した、又は物故が報じられた人物についてまとめる。

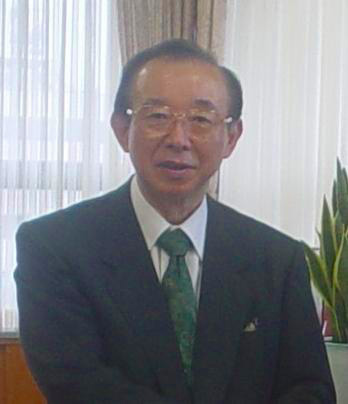
澄田信義／6月13日没

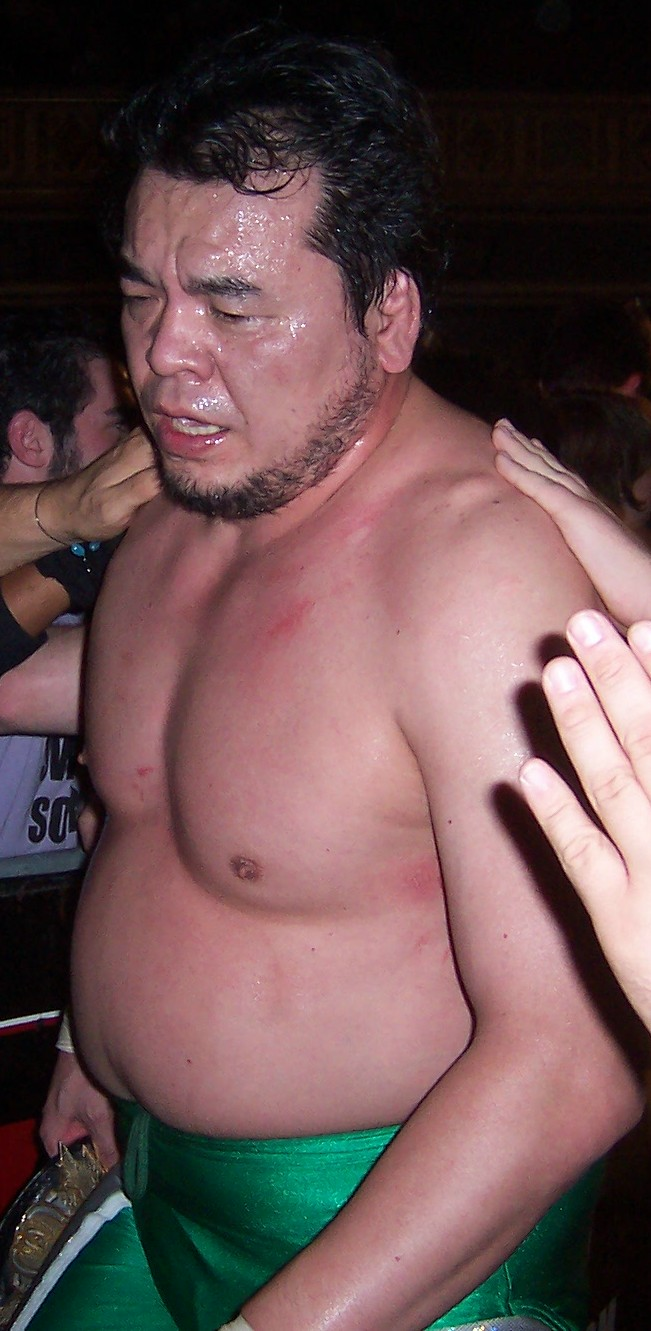
三沢光晴／6月13日没

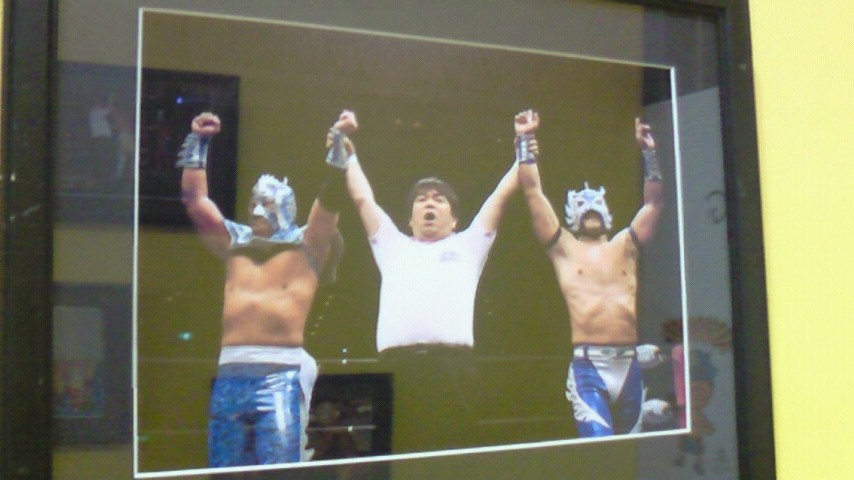
テッド・タナベ（中央）／6月15日没

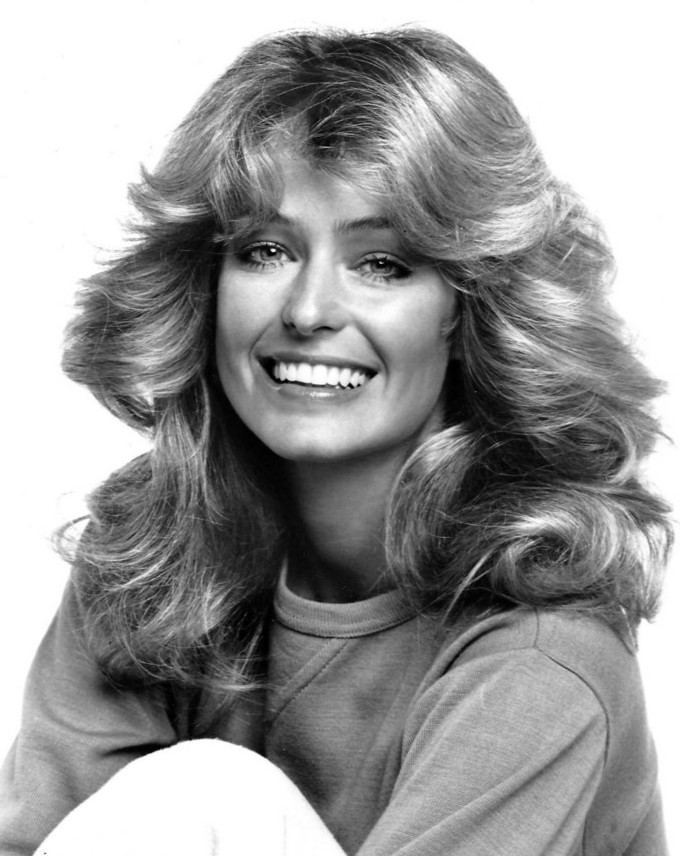
ファラ・フォーセット／6月25日没

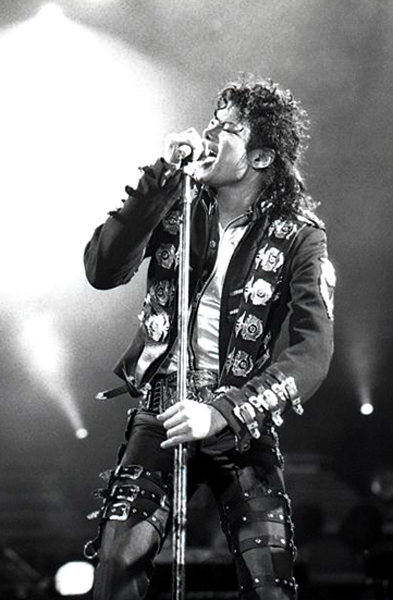
マイケル・ジャクソン／6月25日没

## （1日 - 15日）
- 6月1日 - ヴィンセント・オブライエン、アイルランドの競馬調教師（* 1917年）[1]
- 6月1日 - 正田彬、経済法学者（* 1929年）
- 6月2日(6月3日とするものもある) - モロコ・テモ（Moloko Temo）、南アフリカのスーパーセンテナリアン、世界最高齢を主張（* 1874年?）
- 6月2日 - 知野虎雄、衆議院元事務総長（* 1918年）
- 6月2日 - ホルスト・ジーベルト（Horst Siebert）、スイスの経済学者（* 1938年）
- 6月3日 - ジョン・キャンベル・ロス（John Campbell Ross）、オーストラリアの軍人（* 1899年）
- 6月3日 - 赤穴宏、洋画家、千葉大学名誉教授（* 1921年）
- 6月3日 - 江幡修三、元検事総長（* 1921年）
- 6月3日 - 高橋長雄、札幌医科大学名誉教授、元日本麻酔科学会・日本ペインクリニック学会会長（* 1922年）
- 6月3日 - ココ・テイラー、アメリカ合衆国のブルース歌手（* 1928年）
- 6月3日 - 坂部恵、哲学者、東京大学名誉教授（* 1936年）
- 6月3日 - デビッド・キャラダイン、アメリカ合衆国の俳優（* 1936年）
- 6月4日 - シー・キエン、中国（香港）の俳優（* 1913年）
- 6月4日 - 菊地貞三、詩人（* 1925年）
- 6月4日 - 永井淳、翻訳家（* 1935年）
- 6月4日 - 水沢渓、経済評論家（* 1936年）
- 6月4日 - レフ・ブロヴァルスキー（Lev Brovarsky）、ウクライナ（旧ソ連）の元サッカー選手、元ソ連代表選手（* 1948年）
- 6月5日 - ボリス・ポクロフスキー（Boris Pokrovsky）、ロシアのオペラ演出家（* 1912年）
- 6月5日 - バーナード・バーカー、アメリカ中央情報局工作員、ウォーターゲート事件関係者（* 1917年）
- 6月5日 - ジョージ・エドワード・ワーレン（George Edward Wahlen）、アメリカ合衆国陸軍兵士（* 1924年）
- 6月5日 - 古谷敏明、サンワード貿易元会長（* 1945年）
- 6月5日 - ファウスティノ・インバリ、ギニアビサウの政治家、元首相（* 1956年）
- 6月5日 - バシーロ・ダボ、ギニアビサウの政治家、歌手（* 1958年）
- 6月5日 - 羅京（罗京）、中国中央電視台新聞聯播出演者（* 1960年）
- 6月6日 - 小山清茂、作曲家（* 1914年）
- 6月6日 - ジャン・ドーセ、フランスの免疫学者（* 1916年）
- 6月6日 - 植木光教、日本の政治家、元参議院議員、第24代総理府総務長官、第5代沖縄開発庁長官（* 1927年）
- 6月6日 - 大輝煌正人、元大相撲力士（* 1967年）
- 6月7日 - バロン・ヴァエア（Baron Vaea）、トンガの政治家、元首相（* 1921年）
- 6月7日 - ピーター・タウンゼント、イギリスの社会学者（* 1928年）
- 6月8日 - ハロルド・ノーズ（Harold Norse）、アメリカ合衆国の作家・詩人（* 1916年）
- 6月8日 - ハビブ・タンヴィル（Habib Tanvir）、インドの演劇ディレクター（* 1923年）
- 6月8日 - 八剣浩太郎、時代小説作家（* 1926年）
- 6月8日 - オマール・ボンゴ・オンディンバ、ガボンの大統領（* 1935年）
- 6月9日 - カール＝ミカエル・フォーグラー（Karl-Michael Vogler）、ドイツの映画俳優（* 1928年）
- 6月9日  - ノーマン・E・ブリンカー（Norman E. Brinker）、アメリカ合衆国の実業家、バーガーキング創業者（* 1931年）
- 6月10日 - ヘレ・ヴィルクナー（Helle Virkner）、デンマークの映画女優（* 1925年）
- 6月10日 - 今関一馬、洋画家（* 1926年）
- 6月10日 - ウッディ・ヘルド（Woodie Held）、アメリカ合衆国メジャーリーグベースボールニューヨーク・ヤンキースの元ショート・ストップ（* 1932年）
- 6月10日 - クサヴァー・フリック（Xaver Frick）、リヒテンシュタインの陸上競技選手、クロスカントリースキー選手（* 1913年）
- 6月11日 - エヴァ・オグ・ニルス・コッペル（Eva og Nils Koppel）、デンマークの建築家（* 1914年）
- 6月11日 - リカルド・ランゲル、モザンビークのフォトジャーナリスト（* 1924年）
- 6月11日 - マリアン・ゴーリンスキ（Marian Goliński）、ポーランド共和国下院元議員（* 1949年）
- 6月11日 - 純恋、ファッションモデル（* 1987年）
- 6月11日 - 伊藤正康、元陸上自衛隊第6師団長（* 1923年）
- 6月11日 - 西尾裕、日本のプロ野球選手（* 1937年）
- 6月12日 - アーゲ・ロウ・イェンセン（Aage Rou Jensen）、デンマークのサッカー選手、同国代表元選手（* 1924年）
- 6月12日 - 高島温厚、日本の政治家、元北海道小清水町長（* 1925年）
- 6月12日 - フェリックス・マルーム、チャド元大統領（* 1932年）
- 6月12日 - 阿部岩夫、詩人（* 1934年）
- 6月12日 - シャイラージャ・アッチャーラ、ネパールの政治家、元副首相（* 1944年）
- 6月13日 - 山下武、作家、元日本教育テレビ（現・テレビ朝日）プロデューサー（* 1926年）
- 6月13日 - 澄田信義、日本の政治家、第11-15代島根県知事（* 1935年）
- 6月13日 - 三沢光晴、日本のプロレスラー、プロレスリング・ノア社長兼選手（* 1962年）
- 6月14日 - 長谷部安春、日本の映画監督（* 1932年）
- 6月14日 - ボブ・ボーグル、アメリカ合衆国のギタリスト・ベーシスト、ザ・ベンチャーズ設立メンバー（* 1934年）
- 6月14日 - イヴ＝マリー・モーラン（Yves-Marie Maurin）、フランスの映画俳優（* 1944年）
- 6月14日 - カルロス・パルド（Carlos Pardo）、メキシコのレーサー（* 1976年）
- 6月14日 - アベル・タドル、ナイジェリアのサッカー選手（*？年）
- 6月15日 - ナワヴィ・イスマイル（النبوي إسماعيل）、エジプト・アラブ共和国元内務大臣（* 1925年）
- 6月15日 - アラン・キング（Alan King）、カナダの映画監督（* 1930年）
- 6月15日 - フェルナンド・デルガード（Fernando Delgado）、スペインの映画俳優（* 1930年）
- 6月15日 - テッド・タナベ、日本のプロレスレフェリー、リングアナウンサー（* 1962年）

## （16日 - 30日）
- 6月16日 - チャーリー・マリアーノ（Charlie Mariano）、アメリカ合衆国のジャズサクソフォーン奏者（* 1923年）
- 6月16日 - ピーター・アランデル（Peter Arundell）、イギリスのF1レーサー（* 1933年）
- 6月16日 - 金澤史男、財政学者（* 1954年）
- 6月16日 - マツィエイ・フランキエヴィッツ（Maciej Frankiewicz）、ポーランドの反社会主義政権活動家（* 1958年）
- 6月16日 - 佐藤道輔、高校野球指導者（* 1938年）
- 6月17日 - ダスティ・ローズ（Dusty Rhodes）、アメリカ合衆国 MLB：ニューヨーク・ジャイアンツ元選手（* 1927年）
- 6月17日 - 趙世衡、元駐日韓国大使（* 1931年）
- 6月17日 - フェルナンド・ペニャ（Fernando Peña）、ウルグアイの映画俳優（* 1963年）
- 6月17日 - 中町信、推理作家（* 1935年）
- 6月17日 - イオン、イギリスのテクノミュージシャン（* 1954年）
- 6月17日 - ラルフ・ダーレンドルフ、社会学者・政治家（* 1929年）
- 6月18日 - 中里融司、小説家・漫画原作者（* 1957年）
- 6月18日 - ジョヴァンニ・アリギ、社会学者（* 1937年）
- 6月19日 - 田鍋友時、日本のスーパーセンテナリアン、男性長寿世界一の人物（* 1895年）
- 6月19日 - ビセンテ・フェレル・モンチョ（Vicente Ferrer Moncho）、スペインの社会福祉活動家（* 1920年）
- 6月19日 - ヘンリー・アリストートル・バウチャー（Henry Aristotle Boucher）、アメリカ合衆国アラスカ州フェアバンクス市の元市長（* 1921年）
- 6月19日 - アリ・アクバル・カーン（Ali Akbar Khan）、インドの古典音楽家・サロード奏者（* 1922年）
- 6月19日 - ボブ・シューラー（Bob Schuler）、アメリカ合衆国オハイオ州選出元上院議員（* 1943年）
- 6月19日 - 上野ひろ美、幼児教育学者（* 1951年）
- 6月19日 - デリック・ベイリー（Derrick Bailey）、イングランドのクリケット選手、企業家（* 1918年）
- 6月19日 - 田口タキ、小林多喜二の小説「酌婦」のモデル。元恋人（* 1907年?）
- 6月20日 - 水上健也、読売新聞社元会長（* 1926年）
- 6月20日 - ゴドフリー・ランプリング、イギリスの陸上競技選手、1936年ベルリンオリンピック金メダリスト（* 1909年）
- 6月20日 - コリン・ビーン（Colin Bean）、イギリスの俳優（* 1927年）
- 6月21日 - ジョゼ・ニコメデス・グロッシ（José Nicomedes Grossi）、ブラジルの司祭（* 1915年）
- 6月21日 - パトリック・コンバイ（Patrick Kombayi）、ジンバブエの政治家（* 1938年）
- 6月21日 - 澤村六郎、元歌舞伎俳優（* 1939年?）
- 6月21日 - 楠瀬淳三、英語教育学者（* 1941年）
- 6月22日 - ケイヨ・コムッパ（Keijo Komppa）、フィンランドの俳優（* 1928年）
- 6月22日 - ビリー・レッド・ライオン、カナダのプロレスラー（* 1932年）
- 6月22日 - 和田博実、日本の元プロ野球選手、指導者、野球評論家、西鉄ライオンズ元捕手（* 1937年）
- 6月22日 - カレル・ファン・ミールト（Karel Van Miert）、ベルギー出身の元欧州議会議員（* 1942年）
- 6月22日 - 眞木準、コピーライター（* 1948年）
- 6月23日 - 高橋敬典、鋳物工芸家、人間国宝（* 1920年）
- 6月23日 - エド・マクマホン、アメリカ合衆国のコメディアン、テレビ番組司会者（* 1923年）
- 6月23日 - ジャッキー・スウィンデルズ（Jackie Swindells）、イングランドの元サッカー選手（アルトリンチャムFC）（* 1937年）
- 6月23日 - 岡本三典（日月神示を書記した岡本天明の妻）（* 1917年）
- 6月24日 - ロメオ・ルブラン（Roméo LeBlanc）、イギリス連邦第25代カナダ総督（* 1927年）
- 6月25日 - ミアン・トゥファイル・ムハマド（Mian Tufail Mohammad）、パキスタン人民党元書記長（* 1914年）
- 6月25日 - ジェイムズ・ベイカー・ホール（James Baker Hall）、アメリカ合衆国の詩人（* 1935年）
- 6月25日  - スカイ・サクソン（Sky Saxon）、アメリカ合衆国のロックンロールミュージシャン（* 1946年）
- 6月25日 - ファラ・フォーセット、アメリカ合衆国の映画女優（* 1947年）
- 6月25日 - マイケル・ジャクソン、アメリカ合衆国の歌手、ダンサー（*1958年）
- 6月25日 - ジナイダ・スタルスカヤ、ベラルーシの自転車競技選手。（*1971年）
- 6月26日 - マリオ・ヴェルドーネ（Mario Verdone）、イタリアの映画コメンテーター（* 1917年）
- 6月26日 - ホウ・アマール（Jo Amar）、イスラエルの音楽家（* 1930年）
- 6月26日 - 村澤博人、化粧学者（* 1947年）
- 6月26日 - マイ＝レン・グロンホールム（Maj-Len Grönholm） 、元ミスフィンランド（* 1952年）
- 6月27日 - 佐々木七恵、1984年ロサンゼルス五輪女子マラソン日本代表、ヱスビー食品陸上部顧問（* 1956年）
- 6月28日 - ルチア・ラウリア・ヴィーニャ（Lucia Lauria Vigna）、イタリア最高齢の人物、長寿世界第8位（* 1896年）
- 6月28日 - 加藤充、日本の政治家、弁護士、元日本共産党衆議院議員（* 1910年）
- 6月28日 - 兪賢穆、大韓民国の映画監督（* 1925年）
- 6月28日 - アンバザティール・カルナカラン・ロヒザダス（Ambazhathil Karunakaran Lohithadas）、インドの映画監督（* 1955年）
- 6月28日 - ビリー・メイズ（Billy Mays）、アメリカ合衆国の通信販売番組司会者（* 1958年）
- 6月29日 - 清野一治、早稲田大学政治経済学部・教授、経済学者（* 1957年）
- 6月29日 - 小林晴夫、北海道大学名誉教授・元工学部長、元室蘭工業大学学長（* 1921年）
- 6月29日 - ジャン＝ポール・ルー（Jean-Paul Roux）、フランスの史学者（* 1925年）
- 6月29日 - 戸田博之、日本の実業家、西武鉄道元社長、西武ライオンズ元球団代表・オーナー代行（* 1935年）
- 6月30日 - 高宮行男、日本の実業家、代々木ゼミナール創業者・理事長（* 1917年）
- 6月30日 - 伊藤英覺、流体工学者（* 1925年）
- 6月30日 - パキート・コルデロ（Paquito Cordero）、プエルトリコの喜劇俳優（* 1932年）
- 6月30日 - 田中龍雨、日本の実業家、株式会社レオ社長、競走馬馬主（* 1938年）
- 6月30日 - ピナ・バウシュ、ドイツの振付家、ダンサー（* 1940年）